# Beatrice Tinsley
Beatrice Muriel Hill Tinsley (ur. 27 stycznia 1941 w Chester, zm. 23 marca 1981 w New Haven) – nowozelandzka astronom i kosmolog, której badania przyczyniły się do zrozumienia ewolucji galaktyk.

## Życiorys[2]
Tinsley urodziła się jako druga spośród trzech sióstr. Po II wojnie światowej wyemigrowała wraz z rodziną do Nowej Zelandii. Rodzina mieszkała najpierw w Christchurch, a następnie przez dłuższy czas w New Plymouth. Jej ojciec Edward Hill był duchownym i burmistrzem New Plymouth (1953–1956). Studiując w Christchurch, wyszła za mąż za fizyka i kolegę z klasy uniwersyteckiej, Briana Tinsleya. To uniemożliwiło jej podjęcie pracy w college’u, ponieważ jej mąż był już tam zatrudniony. W 1963 przeniosła się do Stanów Zjednoczonych, do Dallas (w Teksasie), ale tam też doświadczała trudności: pracowała wtedy, gdy jej dzieci spały. W 1974, po latach starań o równowagę w rodzinie, opuściła męża i dwoje adoptowanych dzieci, by móc objąć posadę profesora nadzwyczajnego na Uniwersytecie Yale. Pracowała tam aż do śmierci; zmarła z powodu raka w szpitalu tej uczelni w 1981. Jej prochy pochowano na cmentarzu na terenie kampusu.

## Edukacja
Tinsley uczęszczała do High School w New Plymouth, a następnie studiowała na Uniwersytecie w Canterbury, gdzie ukończyła studia magisterskie. Tytuł magistra nauk ścisłych z wyróżnieniem z dziedziny fizyki uzyskała w 1961. Stopień doktora został jej przyznany przez Uniwersytet Teksański w Austin w 1966, za pracę dyplomową Ewolucja Galaktyk i jej znaczenie dla kosmologii.

## Działalność zawodowa
Tinsley dokonała pionierskich badań teoretycznych dotyczących wieku gwiazd w zależności od populacji gwiazdowych i ich wpływu na obserwowalne cechy galaktyk. Miała także udział w fundamentalnych analizach modeli wszechświata określających, czy wszechświat jest zamknięty czy otwarty. Jej modele galaktyk doprowadziły do sformułowania pierwszego przybliżenia, jak mogły wyglądać protogalaktyki.
W 1974 otrzymała nagrodę Annie J. Cannon Award in Astronomy Amerykańskiego Towarzystwa Astronomicznego w uznaniu jej prac nad ewolucją galaktyk.
W 1977 Tinsley, wraz z Richardem Larsonem z Uniwersytetu Yale, zorganizowała konferencję pt. „Ewolucja Galaktyk i Populacji Gwiezdnych”.
Wkrótce potem, w 1978, została pierwszą kobietą profesorem astronomii na Uniwersytecie Yale. Jej ostatnia praca naukowa, przedłożona czasopismu „Astrophysical Journal” dziesięć dni przed jej śmiercią, została opublikowana pośmiertnie w listopadzie, bez korekty.

## Upamiętnienie

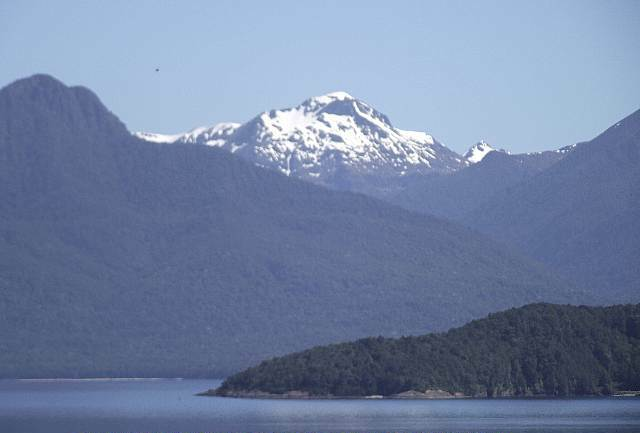
Mount Tinsley (widziana z Manapouri)

W 1986 Amerykańskie Towarzystwo Astronomiczne utworzyło nagrodę Beatrice M. Tinsley, która uznaje „wybitny wkład badawczy w dziedzinie astronomii lub astrofizyki, o wyjątkowo kreatywnym lub innowacyjnym charakterze”. Jest to jedyna poważna nagroda przyznawana przez amerykańską społeczność naukową, która honoruje kobietę naukowca. Nagroda nie jest przyznawana z zastrzeżeniem określonego obywatelstwa kandydata lub kraju zamieszkania.
Nazwa asteroidy pasa głównego (3087) Beatrice Tinsley (odkrytej w 1981 w Mount John University Observatory) pochodzi od jej imienia.
Uniwersytet Teksański w Austin powołał do życia w 1989 Beatrice M. Tinsley Centennial Visiting Professorship. W 2007 dodatkowo ufundowano stypendia Tinsley Scholars, jako nagrody dla młodych badaczy.
W 2005 Teatr Circa w Wellington wystawił sztukę pt. Bright Star o życiu Beatrice Tinsley. Towarzystwo Astronomiczne Wellington zorganizowało pokazy nieba przez teleskop przy nabrzeżu przy Te Papa Museum.
W grudniu 2010 Komisja Geograficzna Nowej Zelandii nadała nazwę Mt Tinsley wzniesieniu w Górach Keplera w regionie Fiordland.
Królewskie Towarzystwo Astronomiczne Nowej Zelandii od 2012 organizuje Wykłady Beatrice Hill Tinsley.
W dniu 27 stycznia 2016, w 75. rocznicę jej urodzin, Google opublikowało Doodle, aby uhonorować jej pracę.

## Wybrane publikacje
- „An accelerating universe” 1975, Nature 257, 454 – 457 (9 October 1975); doi:10.1038/257454a0
- Correlation of the Dark Mass in Galaxies with Hubble type, 1981, Royal Astronomical Society, Monthly Notices, vol. 194, p. 63–75
- Relations between Nucleosynthesis Rates and the Metal Abundance, 1980, Astronomy and Astrophysics, vol. 89, no. 1–2, p. 246–248
- Stellar Lifetimes and Abundance Ratios in Chemical Evolution, 1979, Astrophysical Journal, Part 1, vol. 229, p. 1046–1056
- Colors as Indicators of the Presence of Spiral and Elliptical Components in N Galaxies, 1977, Publications of the Astronomical Society of the Pacific, vol. 89, p. 245–250
- Surface Brightness Parameters as Tests of Galactic Evolution, 1976, Astrophysical Journal, vol. 209, p. L7–L9
- The Color-Redshift Relation for Giant Elliptical Galaxies, 1971, Astrophysics and Space Science, Vol. 12, p. 394

### Biografie
- Michele Nichols: Beatrice Hill Tinsley. Carleton College, 1998-06-10. [dostęp 2017-08-11]. [zarchiwizowane z tego adresu (2012-02-07)]. (ang.).
- Biografia na stronie NZEDGE.COM (ang.)
- Biografia na stronie Astronomical Society of the Pacific (ang.)
- Biografia na stronie Texas State Historical Association (ang.)

### Inne źródła
- Recenzja sztuki Bright Star z Circa Theater. nbr.co.nz. [zarchiwizowane z tego adresu (2005-12-16)]. (ang.).
- Wywiad z Beatrice Tinsley. [w:] Oral History Interviews [on-line]. American Institute of Physics, 1977-06-14. [dostęp 2017-08-11]. (ang.).
- Women in Astronomy Spis publikacji o Beatrice Tinsley na stronie Astronomical Society of the Pacific (ang.)
- Radio New Zealand The Stars are Comforting: The letters of Beatrice Hill Tinsley (1941–1981). Galeria zdjęć, listy oraz wywiady w formie plików audio (ang.)